# تبلدي مدغشقري
تبلدي مدغشقري (الاسم العلمي:Adansonia madagascariensis) هو نوع من النباتات يتبع جنس التبلدي من الفصيلة الخبازية.

## التسمية
من الأسماء الأخرى لهذا النبات: باوباب مدغشقري وبوحباب مدغشقري وأدانسونية مدغشقرية وخبز القرود المدغشقري

## مرادفات الاسم العلمي
- (الاسم العلمي:Adansonia bernieri)
- (الاسم العلمي:Baobabus madagascariensis)